# ام‌ای-دی‌ائ‌تی-۲
ام‌ای-دی‌ائ‌تی-۲ (به انگلیسی: 2-Me-DET) با فرمول شیمیایی C۱۵H۲۲N۲ یک ترکیب شیمیایی با شناسه پاب‌کم ۳۳۵۶۱ است. که جرم مولی آن ۲۳۰٫۳۵ g/mol می‌باشد. 